# 1-й Южнопортовый проезд
Пе́рвый Южнопорто́вый прое́зд — проезд, расположенный в Юго-Восточном административном округе города Москвы на территории Южнопортового района и на его границе с районом Печатники.

## История
Проезд был образован в 1996 году и получил своё название по расположению вблизи Южного речного порта. С 1955 года до 3 сентября 1968 года это название носила Южнопортовая улица, при этом название могло писаться как «Южно-портовый 1-й проезд».

## Расположение
1-й Южнопортовый проезд проходит от улицы Трофимова на юго-восток до 2-го Южнопортового проезда, поворачивает на северо-восток и проходит до Южнопортовой улицы. По участку проезда от 2-го Южнопортового проезда до Южнопортовой улицы проходит граница между районом Печатники и Южнопортовым районом. Нумерация домов начинается от улицы Трофимова.

## Транспорт

### Наземный транспорт
По 1-му Южнопортовому проезду проходят автобусы 736, 831, с835. У западного конца проезда, на улице Трофимова и Южнопортовой улице, расположены остановки автобусов 888, 944, с790, с835, т38.

### Метро
- Станция метро «Кожуховская» Люблинско-Дмитровской линии — у западного конца проезда, на улице Трофимова.